# Frihandelsavtal

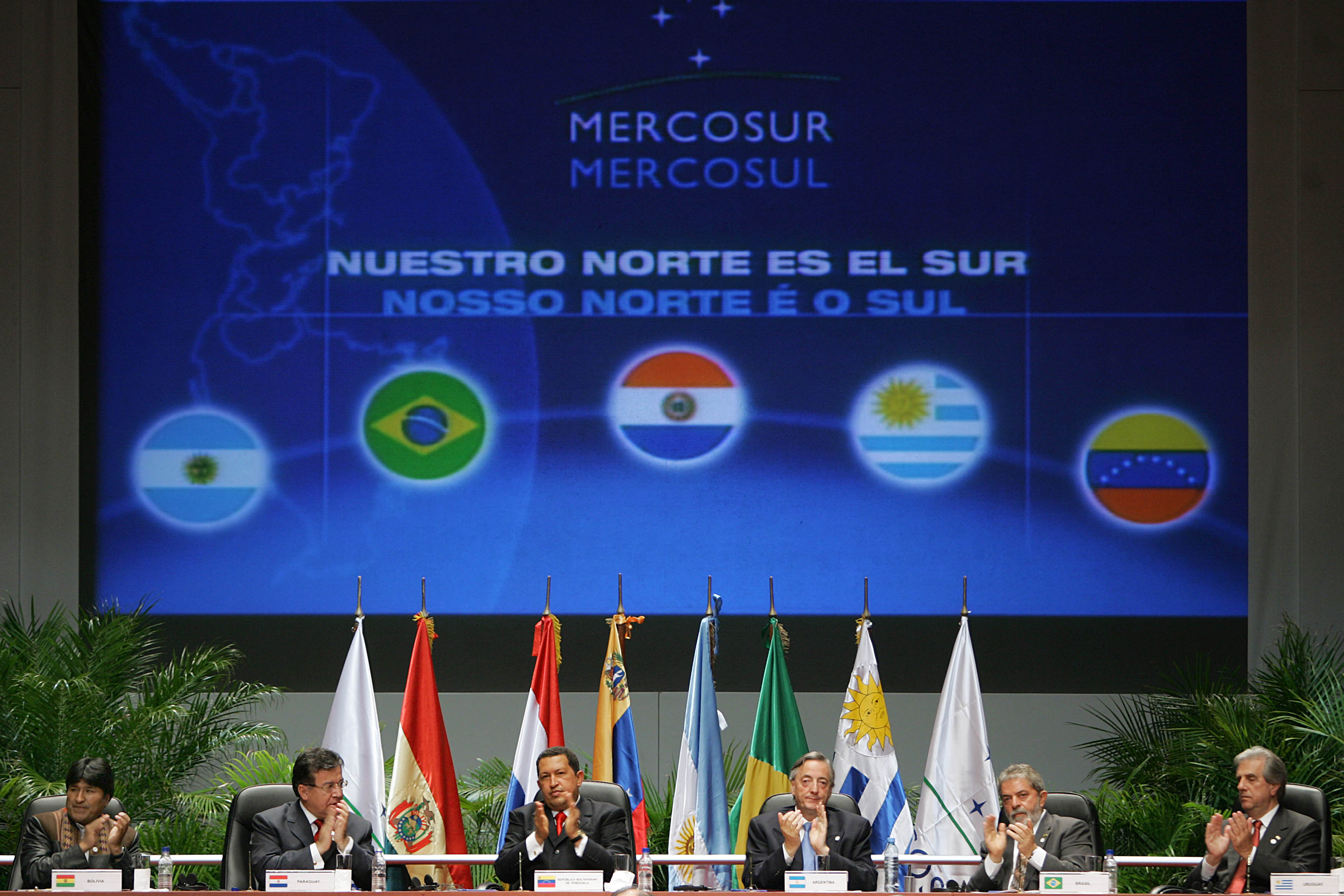
Mercosur är ett exempel på ett frihandelsområde mellan länderna i Latinamerika.

Ett frihandelsavtal är en överenskommelse om handel utan tullar eller andra hinder.

## Exempel på frihandelsavtal
- Agadir-avtalet, mellan Marocko, Tunisien, Jordanien och Egypten som sedan 2005 uppgått i Greater Arab Free Trade Area (GAFTA), och består idag av 18 länder i Arabförbundet
- Andinska gemenskapen, mellan Bolivia, Colombia, Ecuador, Peru och Venezuela
- Association of Southeast Asian Nations (ASEAN), mellan Indonesien, Malaysia, Filippinerna, Singapore och Thailand, Brunei, Kambodia, Laos, Myanmar och Vietnam.
- Centralamerikanska gemensamma marknaden (CACM), mellan Costa Rica, El Salvador, Guatemala, Honduras och Nicaragua
- Europeiska frihandelssammanslutningen (EFTA), mellan Europeiska unionens medlemsländer och Island, Liechtenstein, Norge och Schweiz
- North American Free Trade Agreement (NAFTA), mellan Kanada, Mexiko och USA